# Cristóbal de Olid
Cristóbal de Olid, född 1487 i Spanien, död 1524 i Honduras, var en spansk conquistador som deltog i Spaniens erövring av Mexiko vid Hernan Cortes sida.

## Biografi
Cristóbal de Olid deltog både i Slaget vid Otumba 1520 samt vid belägringen av Tenochtitlan 1521 där han var en av Hernan Cortes nyckelsoldater.
Skildringarna av hur de Olid gick döden till mötes skiljer sig något. Enligt conquistadoren Bernal Díaz del Castillo (i sin Historia verdadera de la conquista de la Nueva España från 1632) lät conquistadoren Francisco de las Casas y Saavedra (1461–1536) halshugga honom i Naco, Honduras medan den spanske historikern Antonio de Herrera y Tordesillas (1549–1626) menar att de Olids egna soldater reste sig upp mot honom och mördade honom.